# Argyrolobium thomii
Argyrolobium thomii är en ärtväxtart som beskrevs av William Henry Harvey. Argyrolobium thomii ingår i släktet Argyrolobium och familjen ärtväxter. Inga underarter finns listade i Catalogue of Life.